# Gare de Montferrand - Thoraise
La gare de Montferrand - Thoraise est une gare ferroviaire française de la Franois, située sur le territoire de la commune de Montferrand-le-Château, à proximité de Thoraise, dans le département du Doubs en région Bourgogne-Franche-Comté.
Halte voyageurs de la Société nationale des chemins de fer français (SNCF) elle est desservie par des trains TER Bourgogne-Franche-Comté.

## Situation ferroviaire
Établie à 236 mètres d'altitude, la gare de Montferrand - Thoraise est située au point kilométrique (PK) 5,726 de la ligne de Franois à Arc-et-Senans, entre les gares de Franois et de Torpes - Boussières.

## Fréquentation
La fréquentation de la gare est détaillée dans le tableau ci-dessous :
| Année     | 2015  | 2016  | 2017  | 2018  | 2019  | 2020  | 2021  | 2022  | 2023  |
| --------- | ----- | ----- | ----- | ----- | ----- | ----- | ----- | ----- | ----- |
| Voyageurs | 2 296 | 2 479 | 2 582 | 2 320 | 2 778 | 2 317 | 1 544 | 4 199 | 4 341 |

## Service des voyageurs

### Accueil
Halte SNCF, c'est un point d'arrêt non géré (PANG) à entrée libre.

### Desserte
Montferrand - Thoraise est desservie des trains TER Bourgogne-Franche-Comté de la relation de Besançon-Viotte à Lons-le-Saunier ou Bourg-en-Bresse.

### Intermodalité
Un parc pour les vélos et un parking pour les voitures y sont aménagés.
L'arrêt "Mairie", situé à proximité de la gare est desservi par la ligne  54  du réseau des Transports en commun de Besançon (Ginko).

Installations de la halte
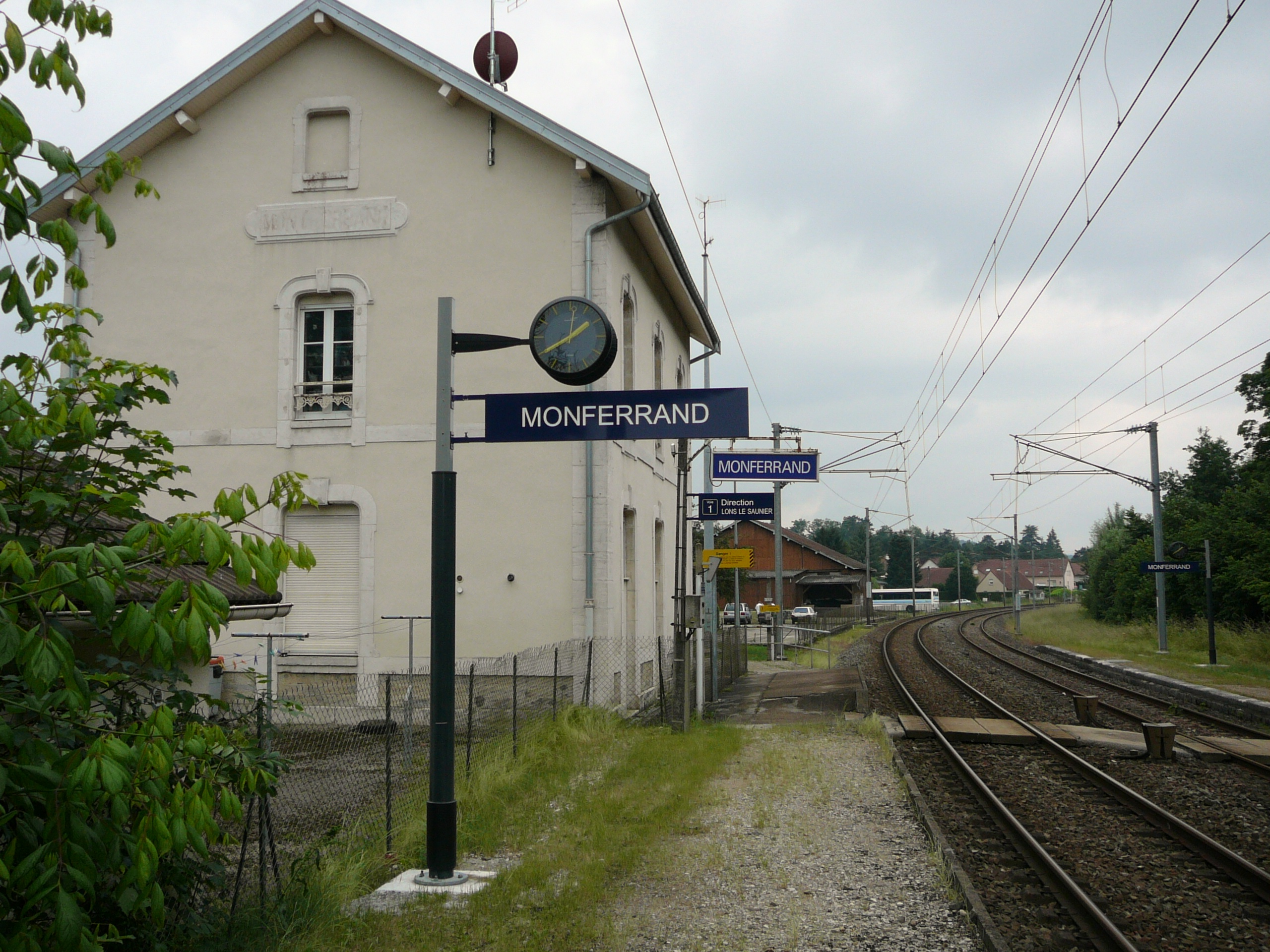
Vue direction Mouchard/Lons le Saulnier.
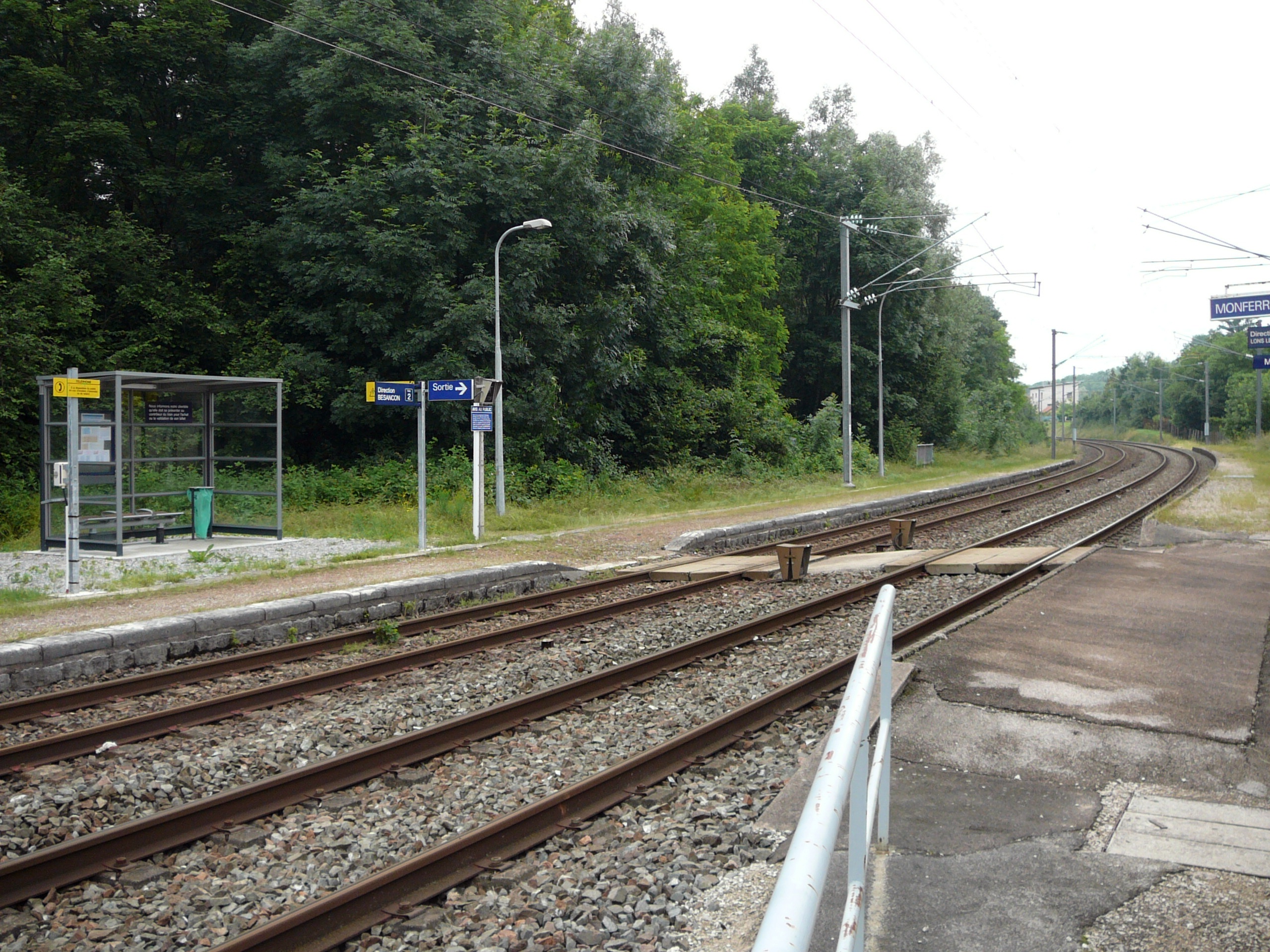
Vue en direction de Besançon.

## Patrimoine ferroviaire
L'ancien bâtiment voyageur, désaffecté du service ferroviaire, a été réaffecté en bibliothèque municipale.